# 比利艾斯库萨德罗阿
比利艾斯库萨德罗阿，是西班牙卡斯蒂利亚-莱昂布尔戈斯省的一个市镇。总面积18平方公里，总人口169人（2001年），人口密度9人/平方公里。